# لوسیندا درایزک
لوسیندا درایزک (انگلیسی: Lucinda Dryzek؛ زادهٔ ۴ اوت ۱۹۹۱) هنرپیشه اهل بریتانیا است. وی از سال ۲۰۰۱ میلادی تاکنون مشغول فعالیت بوده‌است.
از فیلم‌ها یا برنامه‌های تلویزیونی که وی در آن نقش داشته‌است می‌توان به دزدان دریایی کارائیب: نفرین مروارید سیاه، شهر اخگر، شاهد خاموش، دکتر هو، آدمکشان میدسامر و شهر هالبی اشاره کرد.